# Ada Holandska
Ada Holandska ( 1188–1223 ) je bila grofica Holandije od leta 1203. Ada je bila hči Dirka VII . in Alajde Kleveške. Ime je dobila po svoji babici Adi Škotski.

## Biografija
Ko je njen oče leta 1203 umrl, je bila Ada zadnja preživela hči Dirka VII. Da bi okrepila Adin položaj, je mati poskrbela, da se je 15-letna Ada pred očetovim pogrebom poročila z grofom Ludvikom II. Loonskim.
Njen stric Viljem ni hotel priznati Ade za grofico Holandije in se je sam razglasil za grofa Holandskega. Prejel je podporo plemičev iz Kennemerlanda, nakar sta bila Alajd Kleveška in Ludvik Loonski prisiljena pobegniti v Utrecht.
Na poti na očetov pogreb so Ado blizu Leidna obkolili Viljemovi privrženci. Utrdila se je v Leidenskem gradu, ki ga je po kratkem obleganju zavzel Filip Wassenaarski, vikont Leidenski. Njen stric Viljem je Ado je interniral na Texelu.
Kasneje so jo poslali k angleškemu kralju Ivanu Brez dežele. Viljem je nato prevzel upravo grofije. Sledila je vojna z Loonskimi, ki je trajala do leta 1206. Vojna se je končala z Bruško pogodbo. Formalno je bila grofija razdeljena med Viljema in Ludvika Loonskega. Viljem je dobil Zelandijo in regijo okoli Geertruidenberga, Ludvik pa preostanek. Vendar se zdi, da je Viljem preprosto še naprej vladal v Holandiji.
Leta 1207 je Ludviku Loonskemu uspelo osvoboditi Ado v zameno za novega talca, Arnolda, svojega mlajšega brata (od 1207 do 1216). Ludvik in Ada sta si še vedno prizadevala ponovno zavzeti grofijo in ta boj je postal del konflikta med Francijo in dinastijo Hohenstaufen.
Viljemu je uspelo s spretnim manevriranjem med strankama Holandijo voditi brez poškodb, leta 1213 pa sta se bila Ludvik in Ada prisiljena končno odpovedati svoji zahtevi po grofiji Holandiji. Po dvorni drami maščevanja, ki je vključevala zastrupitev njegovih dveh bratov, je Arnold Loonski ostal edini dedič grofovskega naslova in je bil leta 1218 imenovan za Arnolda III., devetega grofa Loonskega.
Ada je leta 1223 umrla brez otrok in je bila pokopana poleg svojega moža Ludvika II. Loonskega v zdaj porušeni opatijski cerkvi opatije Herkenrode v grofiji Loon.